# تروآ (فیلم)
تروآ (به انگلیسی: Troy) فیلم حماسیِ اکشن آمریکایی محصول سال ۲۰۰۴، به کارگردانی ولفگانگ پترسن و با بازی برد پیت در نقش آشیل است که در ۱۴ مه ۲۰۰۴ اکران شد. داستان فیلم برگرفته از ایلیاد، اثر حماسی شاعر یونانی هومر است که پی‌آمدهای جنگ ۱۰ ساله تروآ را از آغاز تا پایان نشان می‌دهد. در این فیلم بازیگرانی همچون برد پیت، اریک بانا، اورلاندو بلوم، برایان کاکس، دیانه کروگر، شان بین، رز بیرن، جولی کریستی، سافرون باروز و پیتر اوتول ایفای نقش می‌کنند.

## داستان

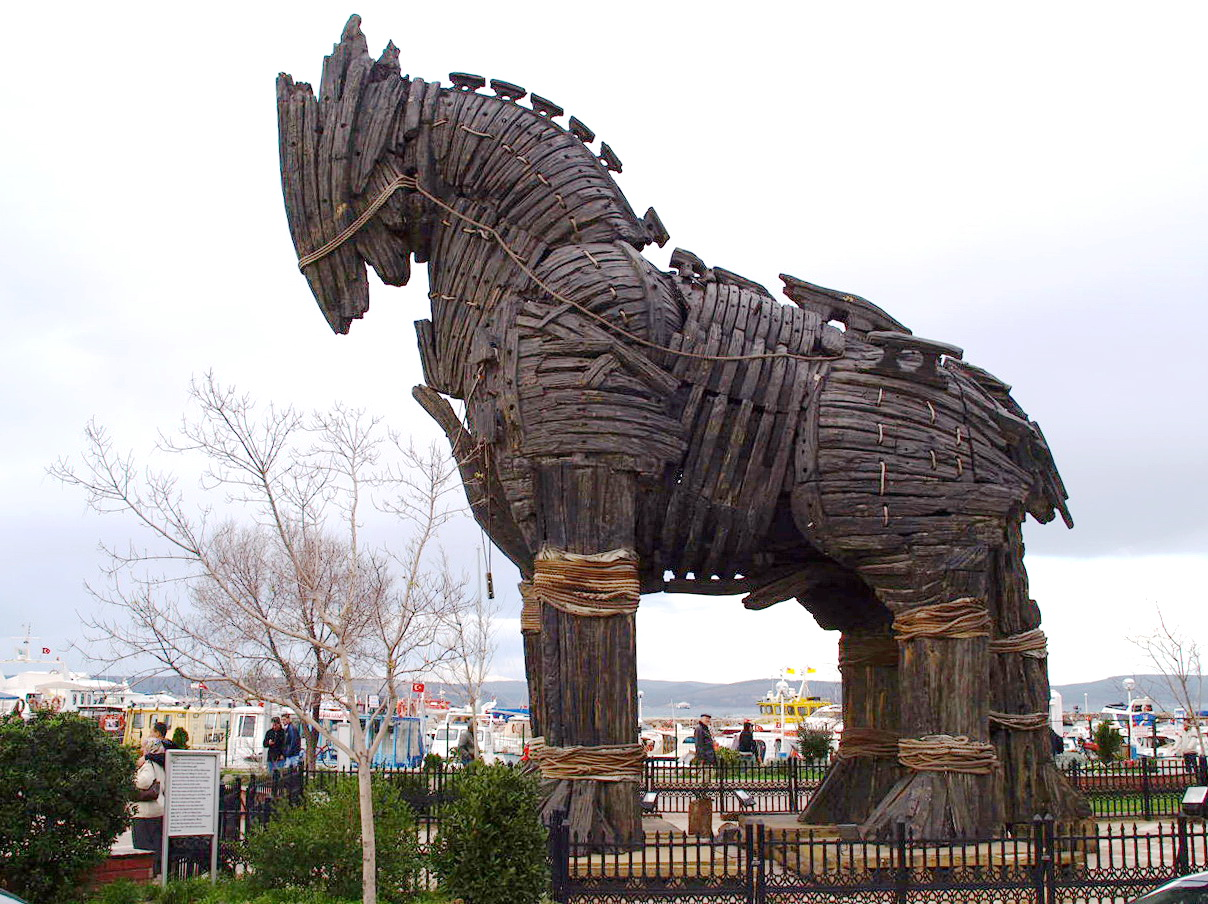
نمونک اسب تروا در سال 2004 میلادی

این فیلم که براساس یکی از افسانه‌های بزرگ یونان ساخته شده‌است، در ابتدا بیان می‌کند که آگاممنون، پادشاه یونان، توانست کشورهای مختلف یونان را با هم متحد سازد. او حرص و طمع زیادی دارد و هدف او تصرف تمام دنیاست. او بیشتر پیروزی‌هایش را مدیون جنگجوی دلاورش، آشیل (آکیلیس) بود، ولی با او بدرفتاری می‌کرد و همیشه شاه اُدیسیوس (شان بین) واسطه بین آن‌ها می‌شد. برادر آگاممنون، منلائوس، می‌خواهد با شهر تروآ صلح کند. شاهزادگان تروآ، هکتور و پاریس به یونان می‌آیند و در آنجا پاریس و هلن (همسر جوان منلائوس) عاشق هم می‌شوند، و هنگام بازگشت، پاریس هلن را می‌رباید و مخفیانه با خود به تروآ می‌بَرد. وقتی منلائوس از این موضوع باخبر می‌شود، به برادرش درخواست فتح تروآ را می‌دهد. آگاممنون هم خوشحال می‌شود، زیرا بهانهٔ حمله به تروآ را به‌دست آورده‌است. او به این منظور از تمام یونان لشکر جمع‌آوری می‌کند و از ادیسیوس می‌خواهد آشیل را برای آمدن متقاعد کند.
هنگامی که ادیسیوس به فتیا (Phtya)، محل اقامت آشیل می‌رسد، او را در حال مبارزه با پاترکلوس، عموزاده اش می بیند ، که والدین اش نیز به‌تازگی درگذشته‌اند. هنگامی که موضوع را به آن‌ها می‌گوید، پاترکلوس قبول می‌کند، ولی آشیل با رفتن مخالفت کرده و از نارضایتی‌هایش نسبت به آگاممنون نزد ادیسیوس شکایت می‌کند؛ ولی وقتی که ادیسیوسِ چرب‌زبان از جاودانگی حرف می‌زند آشیل کمی فریب او را می‌خورَد (آشیل دوست داشت تا هزاران سال بعد اسمش بر سر زبان‌ها باشد). آشیل، هنگامی که این موضوع را به مادرش می‌گوید، مادرش در پاسخ وی می گوید: اگر تو در اینجا بمانی و بچه‌دار بشوی فرزندانت و فرزندان آن‌ها تو را دوست خواهند داشت، ولی پس از مرگِ نوه‌هایت تو فراموش می‌شوی؛ ولی عمر طولانی‌ای خواهی داشت. اما اگر به تروآ بروی، جاودانه خواهی شد و هزاران سال بر سر زبان‌ها هستی؛ ولی در تروآ تو خواهی مرد.
آشیل تصمیم خود را می‌گیرد و به سمت تروآ حرکت می‌کند، و تنها با ۵۰ سرباز میرمیدوس ساحل تروآ را تسخیر و شاهزادهٔ تروآ را به دام می‌اندازد، ولی فرمانده او را مورد بازخواست قرار می‌دهد و آشیل را عصبانی می‌کند…
پس چند درگیری و عدم نفوذ یونانیان به تروآ ، یونانیان تصمیم میگرند که اسب چوبی عظیمی بسازند که سربازان یونانی در آن مخفی شده باشند.
پادشاه تروآ آن اسب چوبی را قبول می‌کند و سربازان به داخل شهر رفته و آن را نابود می‌کنند.

## بازیگران
- برد پیت در نقش آشیل، بزرگترین جنگجوی یونان و رهبر میرمیدون‌ها
- اریک بانا در نقش هکتور، ولیعهد تروآ، فرمانده ارتش‌های تروجان و برادر بزرگتر پاریس
- اورلاندو بلوم در نقش پاریس، شاهزاده تروآ و برادر کوچکتر هکتور
- دیانه کروگر در نقش هلن، ملکه سابق اسپارتا که شاهزاده خانم تروآ شد
- برایان کاکس در نقش آگاممنون، پادشاه دولت‌شهر متحد یونان
- شان بین در نقش اودیسئوس، پادشاه ایتاکا
- برندن گلیسون در نقش منلائوس، پادشاه اسپارتا و برادر کوچک آگاممنون
- رز بیرن در نقش بریسئیس، شاهزاده خانم تروا، کاهن معبد تروجان آپولو و دختر عموی هکتور و پاریس.
- سافرون باروز در نقش آندروماخه، همسر هکتور و ولیعهد تروآ
- جولی کریستی در نقش ثتیس، مادر آشیل
- پیتر اوتول در نقش پریاموس، پادشاه تروآ
- گرت هدلند در نقش پاتروکلوس، پسر عموی کوچکتر آشیل
- جان شاراپنل در نقش نستور، مشاور آگاممنون
- نیگل تری در نقش آرکپتالمس،[۳] کشیش اعظم تروجان
- جیمز کازمو در نقش گلوکس،[۴] فرمانده دوم ارتش‌های تروجان
- جولیان گلاور در نقش تریوپس،[۵] پادشاه تسالی
- وینسنت رگان در نقش ایودوروس،[۶] دست راست آشیل در میرمیدون‌ها
- تایلر مین در نقش آیاس
- ناتان جونز در نقش بوآگریس،[۷] مبارز تریوپس